# Stouterik

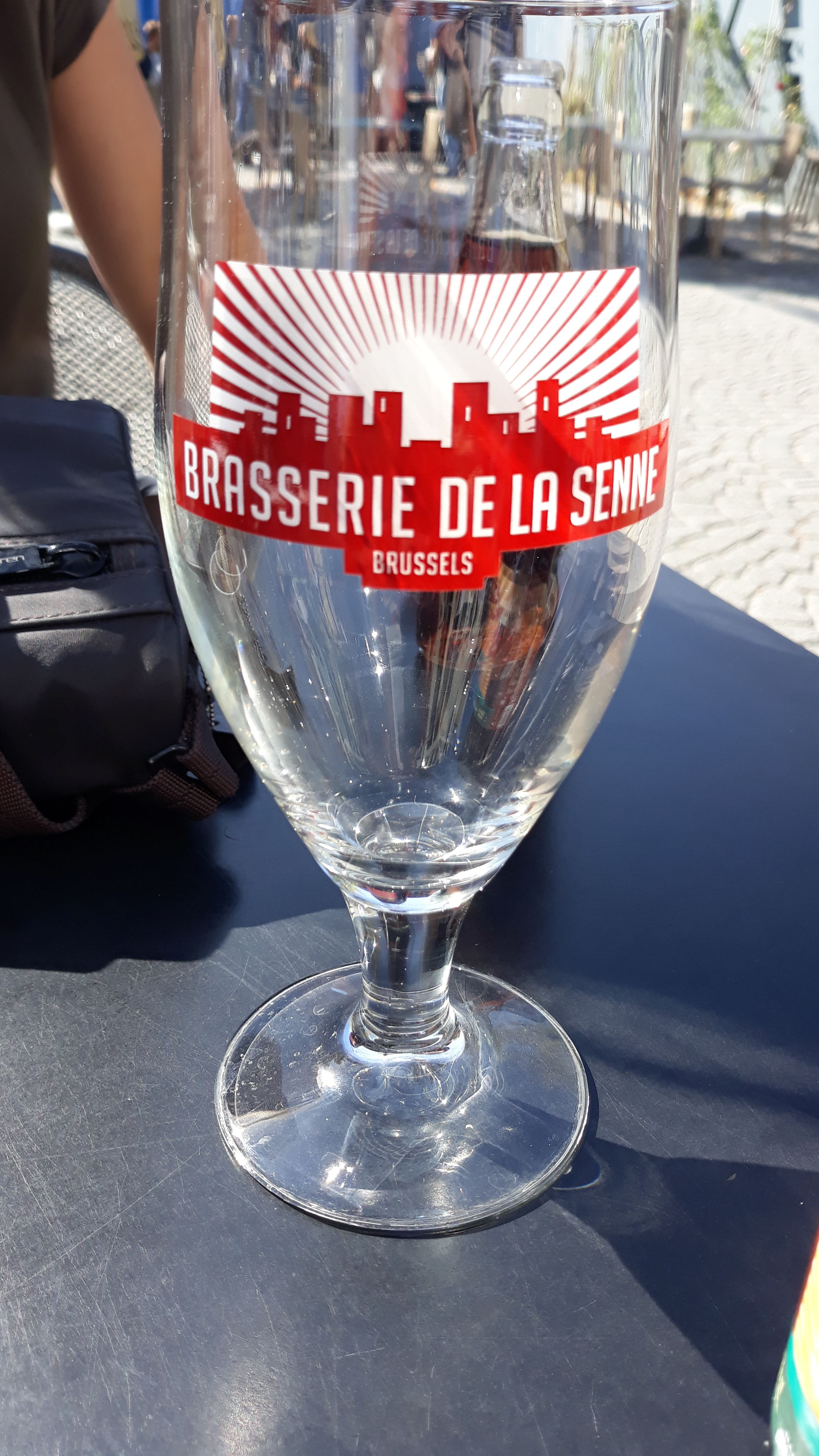
Stouterik bierglas

Stouterik is een Belgisch bier. Het wordt gebrouwen door Brasserie de la Senne  (“De Zenne Brouwerij”) te Brussel.
Stouterik is een donkere stout op Ierse wijze met een alcoholpercentage van 4,5%. 
De aanduiding 'stouterik' betekent iemand die stout is, in de betekenis van iemand die ondeugend of ongehoorzaam is.

## Externe link

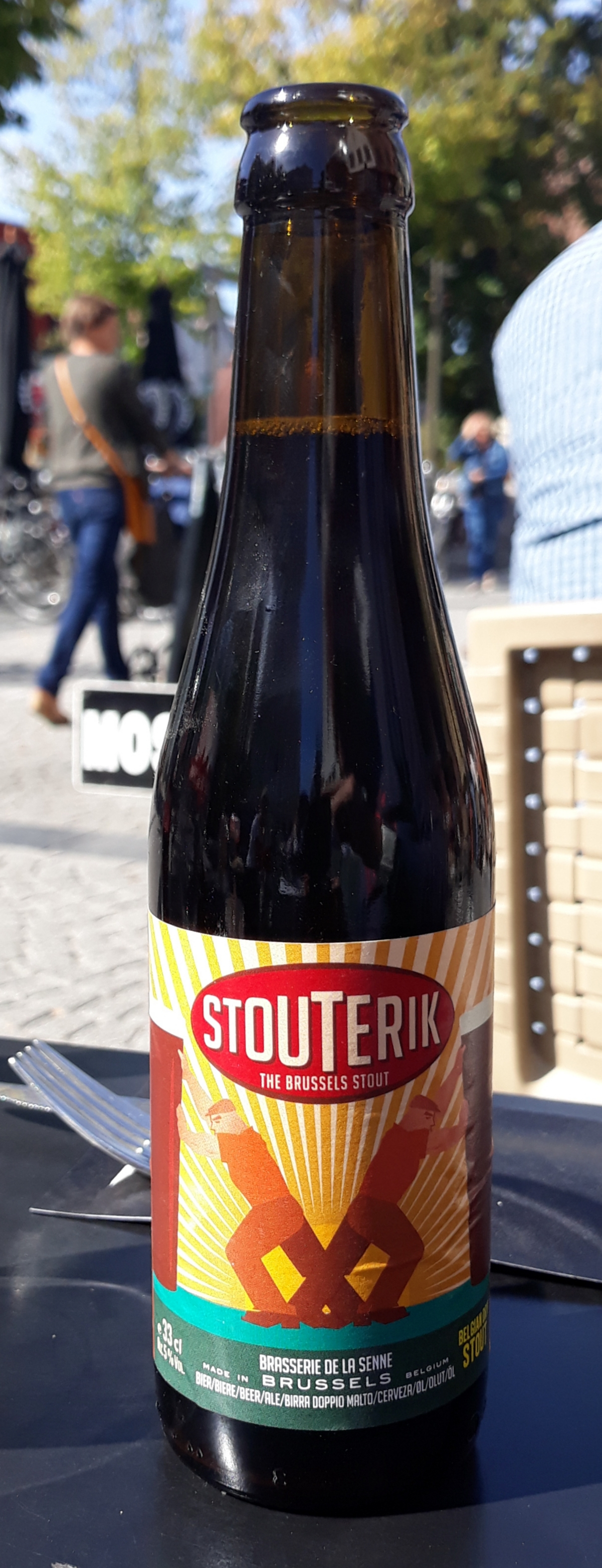
Stouterik flesje